# Мецано Супериоре
Мецано Супериоре је насеље у Италији у округу Парма, региону Емилија-Ромања.
Према процени из 2011. у насељу је живело 711 становника. Насеље се налази на надморској висини од 27 м.